# Gevingey
Gevingey ist eine französische Gemeinde im Département Jura in der Region Bourgogne-Franche-Comté. Sie gehört zum Arrondissement Lons-le-Saunier und zum Kanton Lons-le-Saunier-2. 
Die Nachbargemeinden sind Messia-sur-Sorne im Norden, Courbouzon im Nordosten, Geruge im Osten, Cesancey im Süden, Frébuans und Trenal im Westen sowie Chilly-le-Vignoble im Nordwesten.

## Wirtschaft
Gevingey hat einen Anteil am Weinbaugebiet Côtes du Jura.

## Weblinks

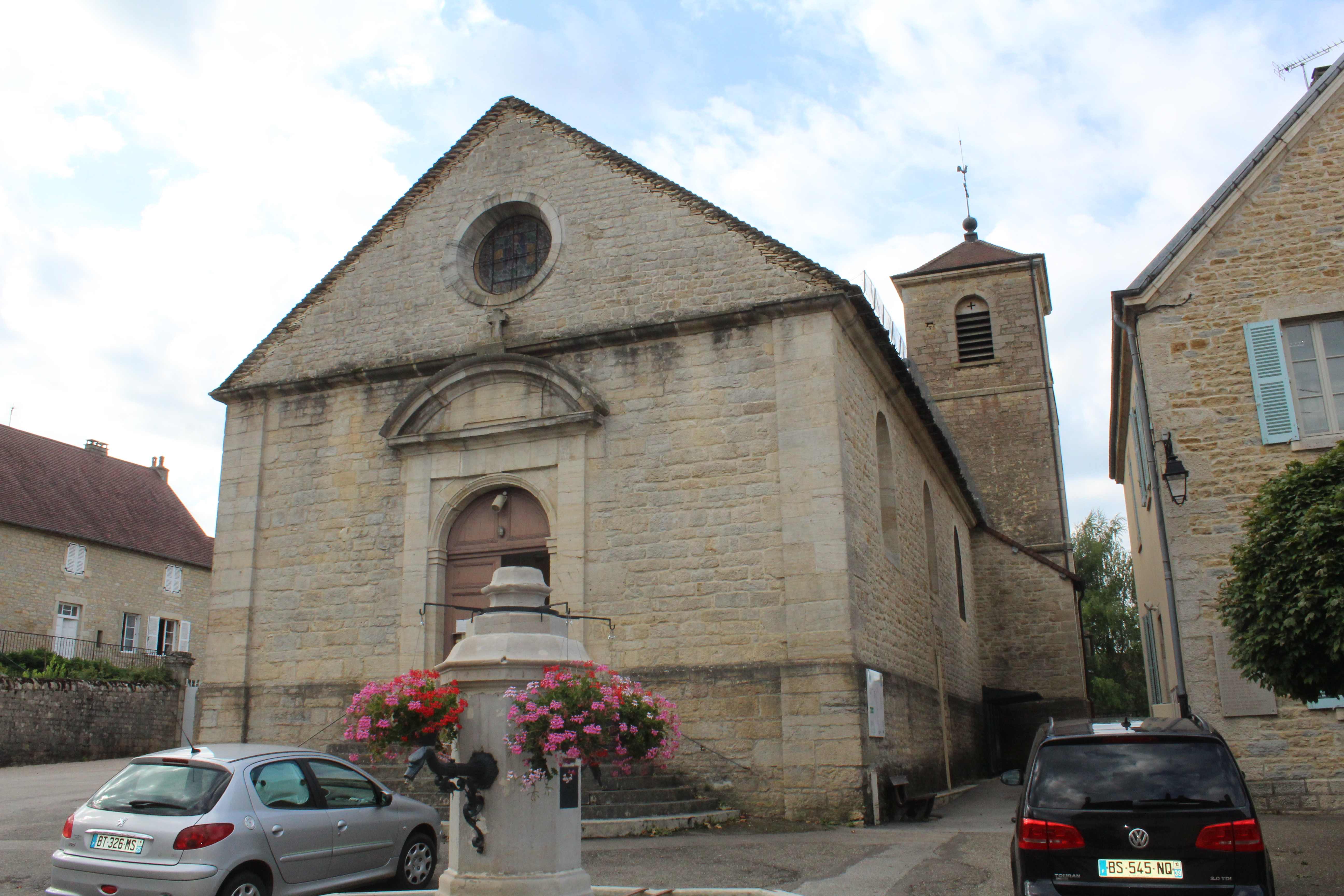
Kirche Saint-Léger

## Bevölkerungsentwicklung
| Jahr                       | 1962 | 1968 | 1975 | 1982 | 1990 | 1999 | 2008 | 2017 |
| -------------------------- | ---- | ---- | ---- | ---- | ---- | ---- | ---- | ---- |
| Einwohner                  | 424  | 405  | 369  | 379  | 384  | 417  | 466  | 451  |
| Quellen: Cassini und INSEE |      |      |      |      |      |      |      |      |